# Carlos Soldevila
Carlos Soldevila y Zubiburu (Barcelona, 26 de marzo de 1892-Barcelona, 10 de enero de 1967) fue un escritor, poeta, periodista y dramaturgo español.

## Trayectoria
Licenciado en Derecho, en 1915 consiguió por oposición acceso al cargo de letrado de la Mancomunidad de Cataluña, cargo que abandonó en 1923 como protesta por la dictadura de Miguel Primo de Rivera. A partir de esa fecha, se dedicó plenamente a la literatura. Colaboró con La Publicitat y la Revista de Catalunya y dirigió las publicaciones D'Aci i d'allà (1924-1936), Quaderns Blaus (1925-1933) y Biblioteca Univers (1928).

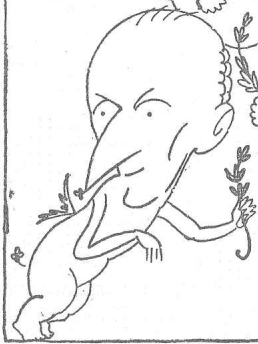
Detalle de una ilustración de Bagaría en la que aparece caricaturizado Soldevila (El Sol, 1927)

En 1934, Gaziel incorporó al escritor como columnista habitual de La Vanguardia; su primer artículo, «La organización de la policía» se publicó el 4 de abril de este mismo año y su última colaboración fue el 2 de enero de 1936. Durante la guerra civil española residió en París y no regresó a Cataluña hasta 1942.
Inició su carrera literaria dentro del novecentismo y después se convirtió en un reformador, principalmente de la novela, que dirigió a refinar las costumbres de la burguesía, contribuyendo a catalanizarla culturalmente. De entre sus obras destaca su primera trilogía: Fanny (1919), Eva (1931) y Valentina (1933), centrada en tres personajes femeninos y en sus peripecias interiores; por esta última ganó el Premio Joan Crexells de narrativa.
Su fallecimiento fue recogido por La Vanguardia con la consideración de una "ilustre figura de las letras catalanas".

## Vida personal
Padre de la actriz y directora teatral Carlota Soldevila y hermano del historiador Ferran Soldevila.

## Obras
- Lletanies profanes (1913)
- Plasenteries (1917)
- Full de Dijous, L'abrandament (1918)
- Civilitzats tanmateix (1922), teatro, traducida al italiano por Luigi Pirandello
- El senyoret Lluís (1926)
- Lau, o les aventures d'un aprenent de pilot (1926)
- Vacances reials (1923)
- Bola de neu (1928)
- Els milions de l'oncle (1927)
- Fanny (1929)
- Eva (1931)
- Valentina (1933)
- Escola de senyores (1930)
- Necessitem senyoreta (1935)
- Moment musical (1936) dentro de la trilogía Els anys tèrbols con Bob és a París (1952) y Papers de família (1960)
- Del llum de gas al llum elèctric (1951)
- "Obres Completes"(1967)